# Mole (sauce)
Pour les articles homonymes, voir Mole.

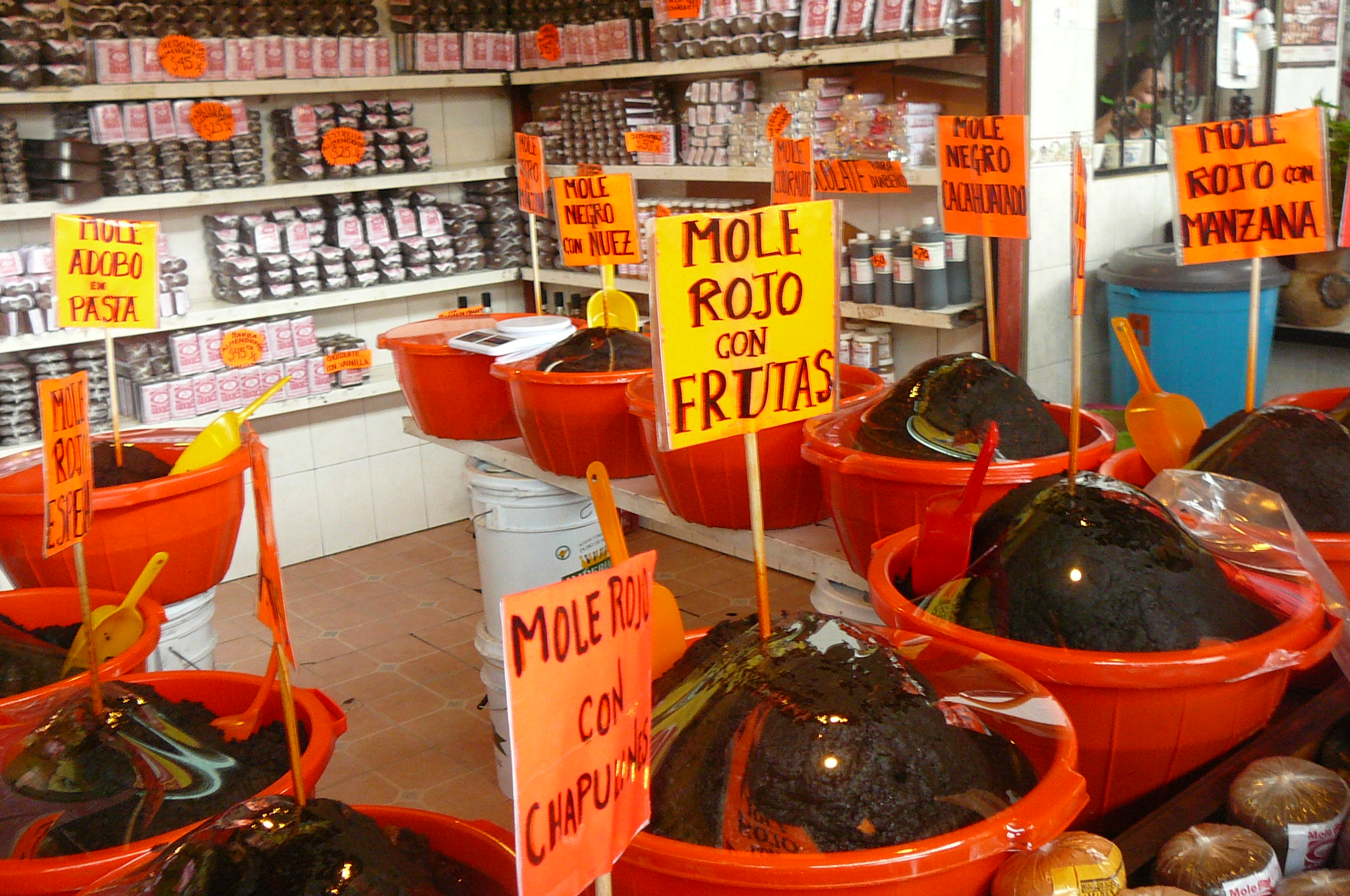
Au marché d'Oaxaca, un commerçant propose des ingrédients sous forme de pâte servant à préparer le mole.

Dans la cuisine mexicaine, le mole (mot espagnol tiré du náhuatl mulli, « sauce » en français) est une sauce à base de piment, cacao, sésame, cacahuète, tomate et tortilla (frite et émiettée). Cette sauce est épaissie avec de la pâte de maïs ou, dans une moindre mesure, avec du bolillo. D'autres ingrédients, facultatifs, peuvent y être ajoutés selon la région ou les recettes familiales. Il existe des recettes de mole avec plus d'une centaine d'ingrédients.
Le mole est d'origine préhispanique et était offerte lors de cérémonies en offrande aux dieux.
Fray Bernardino de Sahagún a raconté ce ragoût préhispanique qui était offert à Moctezuma et qui était fait avec une sauce chili caldosa, appelée chilmulli ou chilmole, en répétant le mot mulli pour désigner une sauce.
On trouve maintenant des préparations pour mole produites par les multinationales agro-alimentaires.
Les moles les plus connus sont :
- le mole poblano, de l'État de Puebla ;
- le mole oaxaqueño, ou mole negro, de l'État d'Oaxaca.